# Rysslands marininfanteri

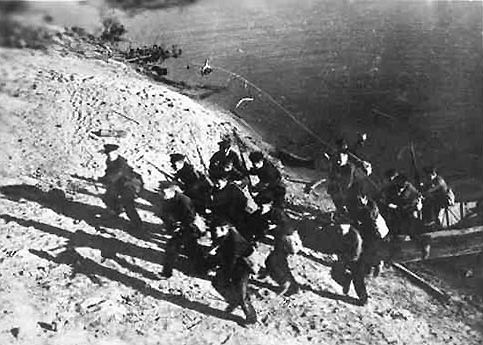
Sovjetiska marininfanterister vid Volga under slaget om Stalingrad.

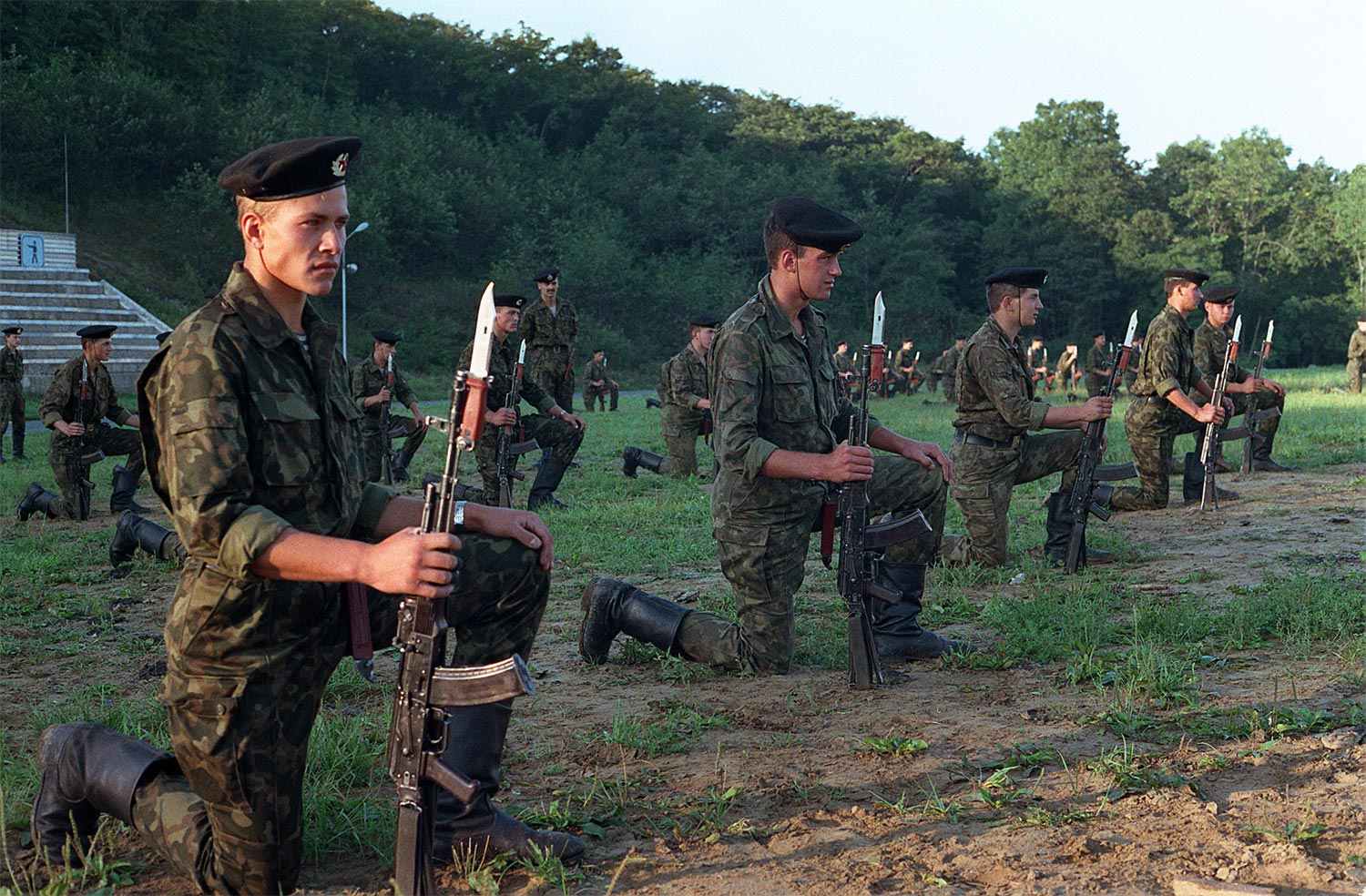
Sovjetiska marininfanterister 1990.

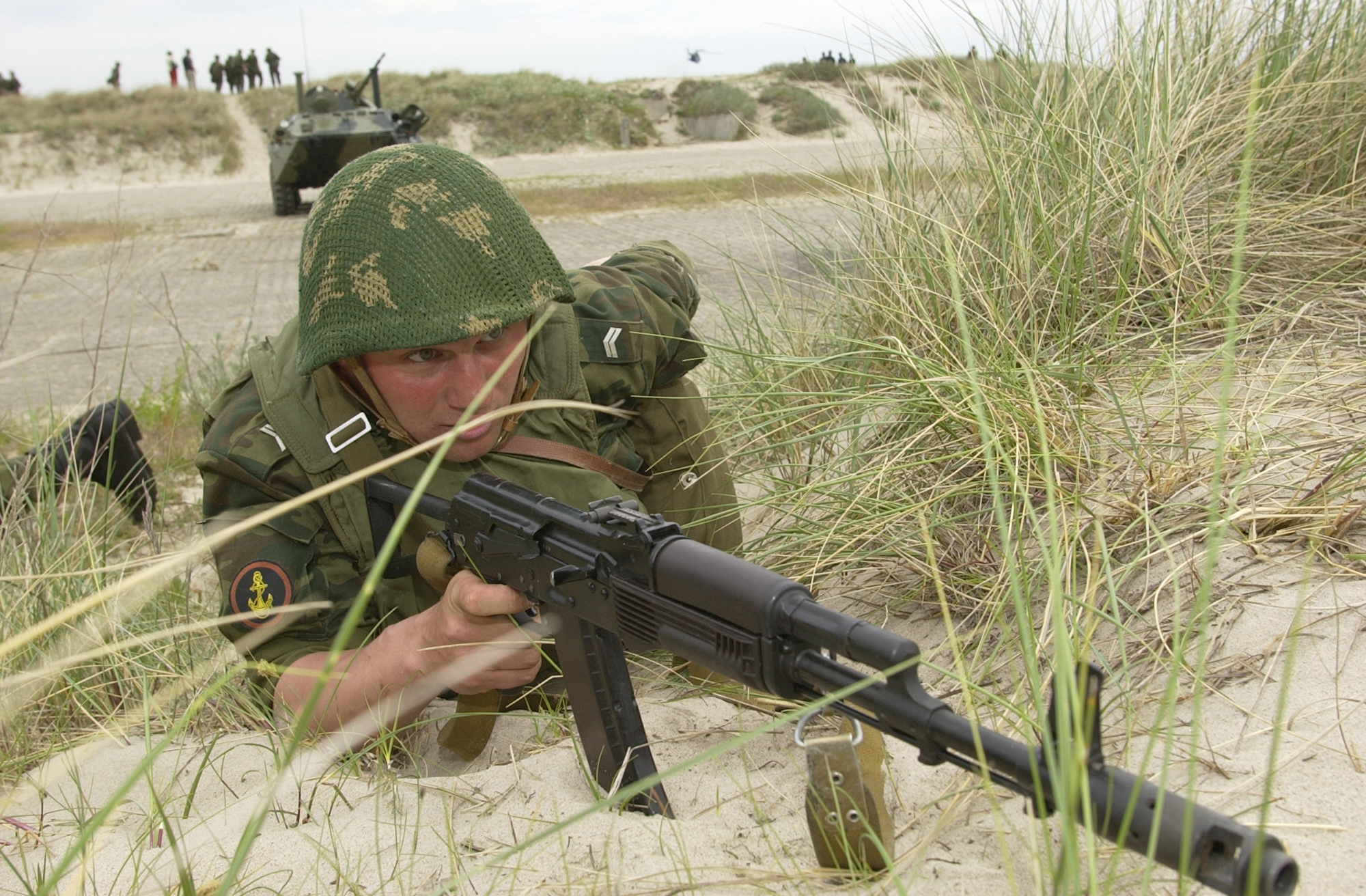
Rysk marininfanterist 2003.

Rysslands marininfanteri (Ryska: Морская пехота) är ett vapenslag i Rysslands flotta. Det ingår i den ryska flottans kuststridskrafter med amfibiestridskrafter. Marininfanteriet har alltid setts som en mytomspunnen elit i Sovjet, och även nu i Ryssland [källa behövs].

## Historia
Marininfanteriet har en lång historia. De första enheterna bildades under Peter den stores tid, och var små partier av soldater avsedda att borda fiendens skepp eller erövra dennes hamnar, precis som i dag. Styrkan växte under tsarernas tid, och vid första världskrigets början fanns det ett tjugotal regementen fördelade på de olika flottorna. Under andra världskriget, nu i den sovjetiska eran, var marininfanteriet en av de viktigaste byggstenarna inom krigsmakten. Marininfanteriet nådde sin absoluta höjdpunkt under kriget då den bestod av så mycket som 350 000 man, fördelade på 50 brigader, varav fem höll den hedersvärda gardestiteln. De slogs ofta som ordinärt infanteri på grund av den sovjetiska flottans blygsamma insatser under kriget, och därför utfördes det inga större landstigningar under denna tid. Några notabla undantag var slaget om Bengtskär i juni 1941, landstigningen på Ösel i september 1944 och erövringen av Bornholm i maj 1945.
1947, två år efter andra världskrigets slut, avvecklades truppslaget, och endast några få enheter behölls underställda flottans kustförsvar. Men 1961 bestämde sig den sovjetiska regeringen för att återbygga marininfanteriet.

## Uppdrag och materiel
Ryska marininfanteriets huvuduppgift är att med hjälp av landstigningsfartyg, svävare och  helikoptrar infiltrera eller landstiga och säkra stränderna tills förband ur marktrupperna anländer för att utöka brohuvudet. 
De ryska marininfanterienheterna är organiserade ungefär som vanliga mekaniserade infanteriförband. De har i stort sett samma vapen och fordon som marktrupperna, vilket inte alltid passar de amfibiska operationer de är avsedda att utföra. 
De ryska marininfanteribrigaderna har amfibiska stridsfordon såsom de bepansrade trupptransportfordonen BTR-80 och BMP-3. Detta innebär att de kan sjösättas en kort sträcka utanför stranden och simma den sista biten. De tunga stridsvagnarna som T-72 och T-90, vilka marininfanteriet är utrustade med måste däremot landsättas med fartyg eller svävare. Brigaderna är också delvis utrustade med amfibiska stridsvagnar av den äldre sovjetiska typen PT-76. Med dagens teknologi är fordonens amfibiska kapacitet inte helt nödvändig, eftersom stridsfordonen kan bli utplacerade direkt på stranden av svävare, som sedan snabbt kan återvända ut till havs. Man eftersträvar dock landstigning direkt från fartygen för att åstadkomma en snabbare styrkeuppbyggnad i brohuvudet.

## Organisation
- Stilla Havs-flottan
  - 155 бригада морской пехоты — Владивосток - 155. marininfanteribrigaden i Vladivostok.

- Östersjöflottan
  - 336-я отдельная гвардейская Белостокская орденов Суворова и Александра Невского бригада морской пехоты — Балтийск - 336. avdelta Bialystokska marininfanteribrigaden, belönad med Suvorov- och Alexander Nevskijordnarna i Baltijsk.
    - 1 stridsvagnsbataljon
    - 1 spaningsbataljon
    - 2 skyttebataljoner
    - 1 amfibielandstigningsbataljon
    - 1 bandartilleribataljon
    - 1 artilleribataljon
    - 1 luftvärnsrobotbataljon

- Ishavsflottan
  - 61-я отдельная Киркинесская Краснознамённая бригада морской пехоты — пос. Спутник - 61. avdelta Kirkeneska marininfanteribrigaden, belönad med Röda fanans orden i Sputnik.

- Svarta Havs-flottan
  - 810-я отдельная бригада морской пехоты — Севастополь - 810. avdelta marininfanteribrigaden i Sevastopol.

- Kaspiska flottiljen
  - avdelta marininfanteribataljoner